# Porang Ayu
Porang Ayu is een bestuurslaag in het regentschap Gayo Lues van de provincie Atjeh, Indonesië. Porang Ayu telt 504 inwoners (volkstelling 2010).